# Parc national d'Aparados da Serra
Le parc national d'Aparados da Serra est une réserve naturelle brésilienne. Elle se situe dans la région Sud, dans une région de canyons de la serra Geral, à cheval sur les États du Rio Grande do Sul et de Santa Catarina.
Le parc fut créé le 17 décembre 1959 et couvre une superficie de 10 250 ha. Il est contigu au parc national de la Serra Geral et fut notamment créé pour protéger le canyon d'Itaimbezinho.

## Flore et faune
Malgré sa taille relativement petite, le parc se caractérise par une riche biodiversité, notamment de par son relief varié et sa situation à l'interface entre les forêts côtières, les prairies et les forêts d'araucaria. On recense au moins 143 espèces d'oiseaux, 48 espèces de mammifères, 39 espèces d'amphibiens dans le parc.
La espèces en voie de disparition sur les plateaux du parc comprennent le singe Hurleur brun, le perroquet Amazone de Prêtre, le Loup à crinière et le Cougar. Sur les pentes, on rencontre la Loutre à longue queue, l'Ocelot et le Hurleur brun.

## Protection et menaces
À sa création en 1959, le parc national couvrait une surface de 13 000 ha. Cette superficie fut réduite à 10 250 ha en 1972 par décret présidentiel. En 1992, un nouveau parc, le parc national de la Serra Geral a été créé, mitoyen avec le parc d'Aparados da Serra, englobant un 17 300 ha supplémentaires. Cependant, selon le Centre de l'université Duke pour la conservation tropicale, le territoire actuel du parc, y compris l'extension du parc de la Serra Geral, est encore trop faible pour être efficace pour la protection d'échantillons représentatifs de différents environnements.
L'un des principaux obstacles aux efforts de conservation est que l'État ne contrôle effectivement que 67,5% du territoire du parc, dont une partie de cette est occupé par des agriculteurs. L'élevage du bétail, la pratique de l'écobuage, la création de plantations de bananes associée à l'utilisation de pesticides et la présence d'animaux domestiques, contribuent à la dégradation de l'environnement. La présence d'espèces invasives dans les zones entourant le parc et le braconnage constituent d'autres menaces pour la flore et la faune du parc.
Actuellement, un maximum de 1 500 visiteurs par jour sont autorisés à visiter le parc.